# Macrostemum quinquepunctatum
Macrostemum quinquepunctatum är en nattsländeart som först beskrevs av Matsumura 1931.  Macrostemum quinquepunctatum ingår i släktet Macrostemum och familjen ryssjenattsländor. Inga underarter finns listade i Catalogue of Life.